# Niihama
Niihama (japonsky 新居浜市) je město v prefektuře Ehime na ostrově Šikoku v Japonsku. K roku 2016 v ní žilo přibližně 125 tisíc obyvatel.

## Poloha a doprava
Niihama leží na severním pobřeží ostrova Šikoku východně od Macujamy a Saidžó a západně od Takamacu.
Přes město vede železniční trať Uwadžima – Takamacu vedoucí z Uwadžimy do  Takamacu.

## Dějiny
Jako město vznikla Niihama v roce 1937.

### Rodáci
- Nana Mizukiová (* 1980), zpěvačka a dabérka